# Alžběta Ruská
Svatá Alžběta Ruská (roz. Alžběta Hesensko-Darmstadtská; 1. listopadu 1864 – 18. července 1918, v lomu nedaleko Alapajevska) byla hesenská princezna a manželka ruského velkoknížete Sergeje Alexandroviče, pátého syna ruského cara Alexandra II. a princezny Marie Hesenské.
Alžběta, vnučka královny Viktorie a starší sestra poslední ruské carevny Alexandry, proslula v ruské společnosti svou vznešenou krásou a charitativní činností mezi chudými. Poté, co bojová organizace Socialistické revoluční strany v roce 1905 zavraždila jejího manžela bombou, Alžběta veřejně odpustila Sergejovu vrahovi Ivanu Kaljajevovi a neúspěšně se zasazovala o jeho omilostnění. Poté odešla od císařského dvora, stala se řeholnicí a založila Marfo-Mariinský klášter, který se věnoval pomoci utlačovaným v Moskvě. V roce 1918 byla zatčena a nakonec zavražděna bolševiky. V roce 1981 byla pro svůj život a mučednickou smrt kanonizována ruskou pravoslavnou církví v zahraničí a v roce 1992 moskevským patriarchou.

## Původ a mládí

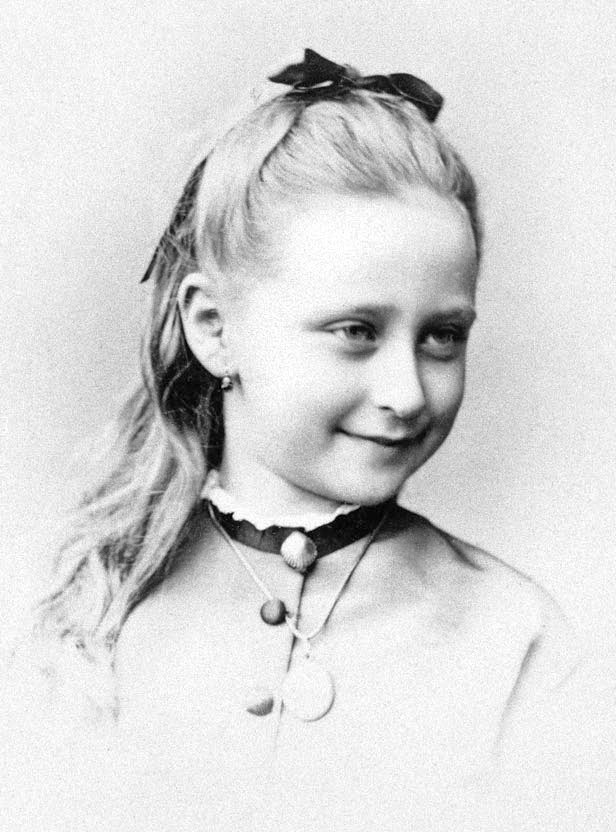
Princezna Alžběta Hesenská, 1871

Alžběta se narodila 1. listopadu 1864 jako druhé dítě prince Ludvíka Hesenského a princezny Alice, dcery královny Viktorie. Ačkoli pocházela z jednoho z nejstarších a nejvznešenějších rodů v Německu, žila Alžběta a její rodina na královské poměry poměrně skromně. Děti zametaly podlahy a uklízely si pokoje, zatímco jejich matka šila dětem šaty. Během prusko-rakouské války brala princezna Alice Alžbětu často s sebou na návštěvu k raněným vojákům do nedalekého lazaretu. V tomto relativně šťastném a bezpečném prostředí Alžběta vyrůstala obklopena anglickými domácími zvyky a angličtina se stala jejím prvním jazykem. Později v životě se svěřila jedné své přítelkyni, že v rodině ona i její sourozenci mluvili s matkou anglicky a s otcem německy. V rodinném kruhu ji nazývali Ella. 
Dne 13. června 1877 se zemřel její prastrýc, hesenský velkovévoda Ludvík III., a jeho nástupcem na velkovévodský trůn v Hesensku a se stal Alžbětinin otec Ludvík, který přijal jméno Ludvík IV.
Na podzim roku 1878 zasáhl domácností hesenského velkovévody záškrt, který 16. listopadu zabil Alžbětinu nejmladší sestru Marii a 14. prosince i její matku Alici. Alžběta, která byla na začátku epidemie poslána k babičce z otcovy strany, byla jediným členem rodiny, který se nemocí nenakazil. Když se konečně směla vrátit domů, popsala setkání jako „strašně smutné“ a řekla, že vše bylo „jako hrozný sen."

## Nápadníci

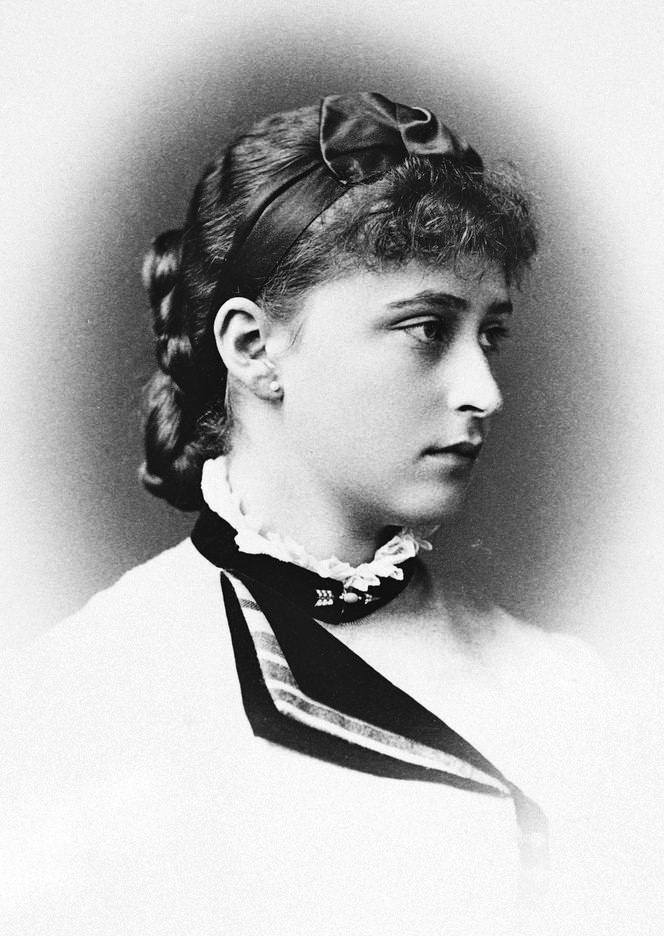
Princezna Alžběta Hesenská, 1883

Okouzlující Alžběta, která měla velmi vstřícnou povahu, byla mnohými historiky i současníky považována za jednu z nejkrásnějších žen tehdejší Evropy. Její sestřenice princezna Marie z Edinburghu napsala, že „člověk z [Elly] nikdy nemohl spustit oči“ a že Elliny rysy byly „nad slunce nádherné, až to skoro vhánělo slzy do očí." Její starší bratranec princ Vilém Pruský ji označil za „nesmírně krásnou, vlastně je to nejkrásnější dívka, jakou jsem kdy viděl." Baronka Žofie Buxhoevedenová, dvorní dáma její sestry, se o ní vyjádřila, že je to „velmi hezká dívka, vysoká a krásná, s pravidelnými rysy."
Když byla Alžběta mladá, zamiloval se do ní její bratranec, pruský princ Vilém. V dubnu 1875 navštívil šestnáctiletý Vilém Darmstadt na oslavě 12. narozenin princezny Viktorie Hesenské a poprvé projevil zájem o jedenáctiletou Alžbětu. V dopise matce napsal, že „dá-li Bůh, abych se toho dožil, učiním ji jednou svou nevěstou, pokud mi to dovolíte.“ Když studoval na univerzitě v Bonnu, často o víkendech navštěvoval svou tetu Alici a své hesenské příbuzné. Během těchto častých návštěv se do Alžběty zamiloval, napsal řadu milostných básní a pravidelně jí je posílal. V roce 1878 požádal Alžbětu o ruku, ale ta ho odmítla.

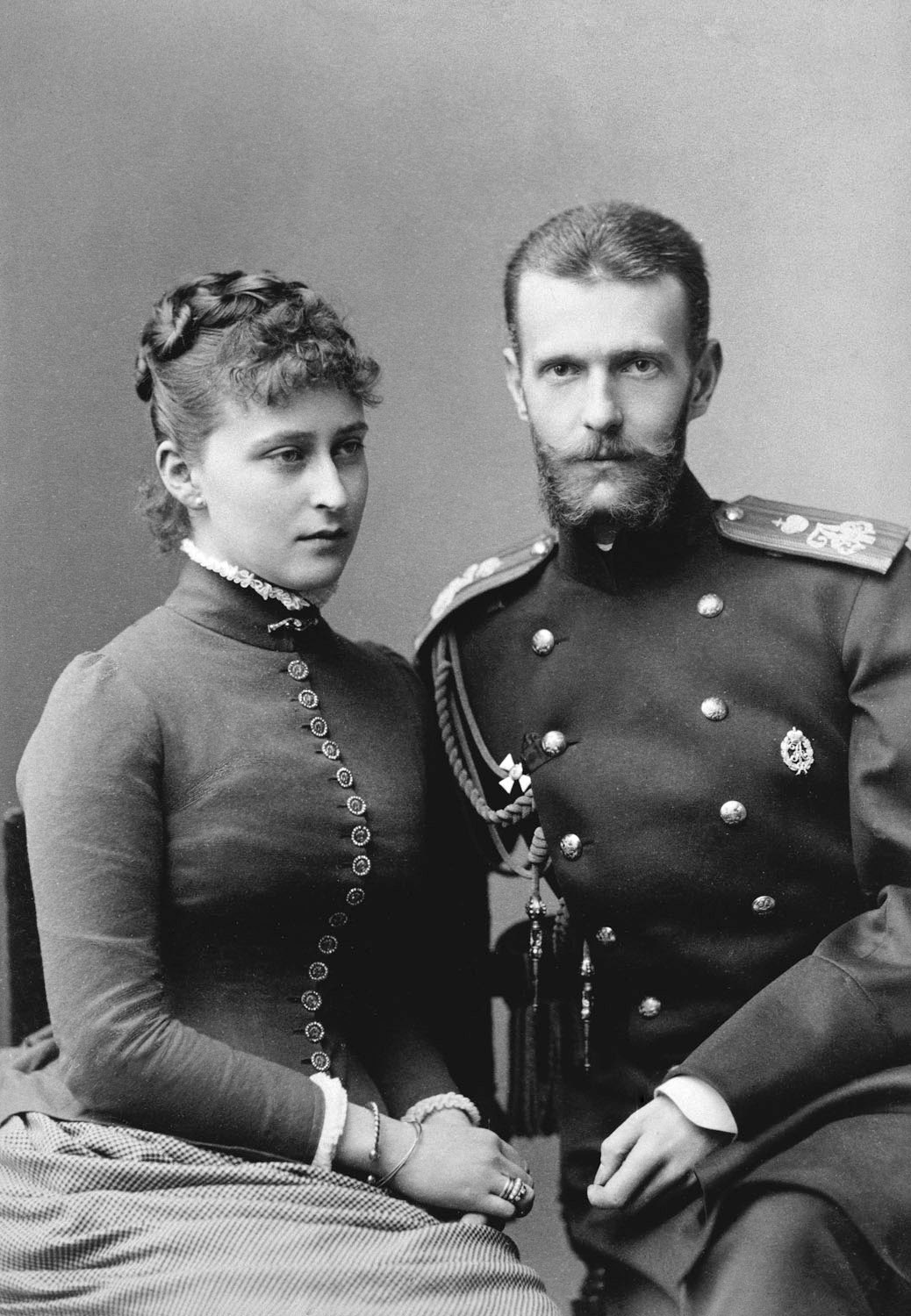
Princezna Alžběta a její manžel ruský velkokníže Sergej Alexandrovič, 1884

Budoucí bádenský velkovévoda Fridrich II., Vilémův bratranec z prvního kolena, také požádal Alžbětu o ruku. Královna Viktorie ho popsala jako „tak dobrého a vyrovnaného," s „tak bezpečným a šťastným postavením," že když Alžběta sňatek s ním odmítla, královna toho hluboce litovala. Fridrichova babička, císařovna Augusta, byla Alžbětiným odmítnutím Fridricha tak rozzuřená, že jí nějakou dobu trvalo, než Alžbětě odpustila.
Alžbětino srdce si nakonec získal ruský velkokníže; Alžbětina prateta, ruská carevna Marie Alexandrovna, původem hesenská princezna, byla častou návštěvnicí Hesenska. Při těchto návštěvách ji obvykle doprovázeli její nejmladší synové Sergej a Pavel. Alžběta je znala od dětství a zpočátku je vnímala jako povýšené a zdrženlivé. Zejména Sergej byl velmi vážný, silně věřící mladý muž a poté, co poprvé po několika letech spatřil Alžbětu jako mladou ženu, zjistil, že ho přitahuje.
Sergej na Alžbětu zpočátku neudělal velký dojem. Ale poté, co mu během jednoho roku zemřeli oba rodiče, Alžběta se Sergejem soucítila, protože po smrti své matky prožívala stejný zármutek. Jejich další podobnosti (oba byli umělecky založení a věřící) je sblížily. Říkalo se, že Sergej k Alžbětě přilnul zejména proto, že měla stejnou povahu jako jeho milovaná matka, takže když ji na jaře 1883 požádal o ruku, přijala - k velké nelibosti své babičky královny Viktorie, která se ji snažila přesvědčit, aby zasnoubení zrušila. Když ji však Sergej později téhož roku požádal o ruku znovu, přijala ho a svatba se uskutečnila

## Ruská velkokněžna

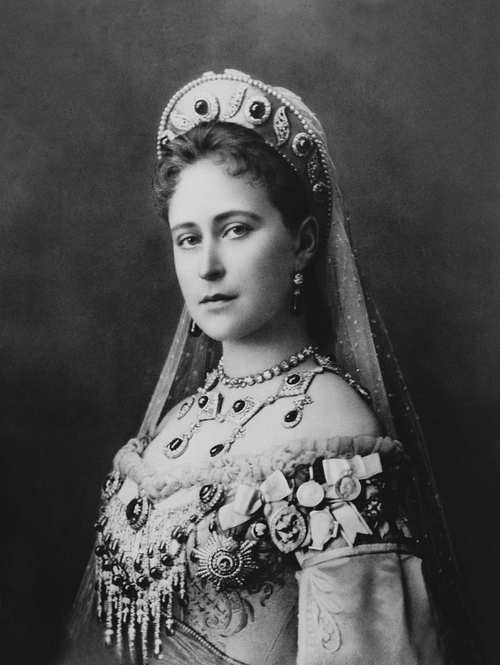
Velkovévodkyně Alžběta Fjodorovna, 1897

Sergej a Alžběta se vzali 15. (3.) června 1884 v kapli Zimního paláce v Petrohradě; po přestupu k ruskému pravoslaví přijala jméno Jelizaveta Fjodorovna. Na svatbě se Sergejův šestnáctiletý synovec carevič Mikuláš poprvé setkal se svou budoucí ženou, Alžbětinou nejmladší přeživší sestrou Alix.
Alžběta nemusela ze zákona přestoupit na ruské pravoslaví ze svého rodného luteránského náboženství, ale v roce 1891 se pro to dobrovolně rozhodla. Vévodkyně Marie Meklenbursko-Schwerinská, Alžbětina luteránská švagrová, která na ruské pravoslaví nepřestoupila, trvala na tom, že je „pro německou protestantskou princeznu ostudou přejít na pravoslavnou víru." Císař Vilém II., který do ní byl kdysi zamilovaný, prohlásil, že konvertovala kvůli „nepřiměřené honbě za popularitou, touze zlepšit si postavení u dvora, velkému nedostatku inteligence a také nedostatku pravé zbožnosti."
Nová velkokněžna udělala na rodinu svého manžela a ruský lid dobrý první dojem. „Všichni si ji zamilovali od chvíle, kdy přijela do Ruska ze svého milovaného Darmstadtu,“ napsal jeden ze Sergejových bratranců, ruský velkokníže Konstantin Konstantinovič (básník KR). Manželé se usadili v Běloselském-Bělozerském paláci v Petrohradě; poté, co byl Sergej v roce 1892 svým starším bratrem carem Alexandrem III. jmenován generálním guvernérem Moskvy, bydleli v jednom z kremelských paláců. V létě pobývali v Iljinsku, na panství za Moskvou, které Sergej zdědil po matce.
Manželé nikdy neměli vlastní děti, ale na jejich panství v Iljinsku se obvykle konaly oslavy, které Alžběta pořádala především pro děti. Proslýchalo se, že jejich bezdětnost byla způsobena homosexuálními sklony velkoknížete Sergeje. Nakonec se stali pěstouny velkoknížete Dmitrije Pavloviče a velkokněžny Marie Pavlovny, Sergejovy neteře a synovce. Maria ve svých pamětech o tetě Elle napsala: „zdálo se, že si se strýcem nikdy nebyli příliš blízcí. Setkávali se většinou jen u jídla a přes den se vyhýbali tomu, aby spolu byli sami. Spali však až do posledního roku svého společného života v jedné velké posteli." Maria sice připouštěla, že její pěstoun k ní a jejímu bratrovi choval láskyplné city, ale tvrdila, že její pěstounka o ně nejevila žádný zájem, urážela je a nesnášela jejich přítomnost a manželovu náklonnost k neteři a synovci. Kníže Felix Jusupov považoval Alžbětu za svou druhou matku a ve svých pamětech uvedl, že mu v nejtěžších chvílích jeho života velmi pomohla.

Alžběta se zasloužila o sňatek svého synovce, cara Mikuláše II., se svou nejmladší sestrou Alix. Ke zděšení královny Viktorie Alžběta podporovala tehdejšího careviče Mikuláše v jeho úsilí o Alix. Když Mikuláš v roce 1894 požádal Alix o ruku a Alix ho odmítla na základě svého odmítnutí přestoupit na pravoslaví, byla to Alžběta, kdo s Alix promluvil a přesvědčil ji ke konverzi. Když ji Mikuláš o několik dní později požádal o ruku znovu, Alix nabídku přijala.

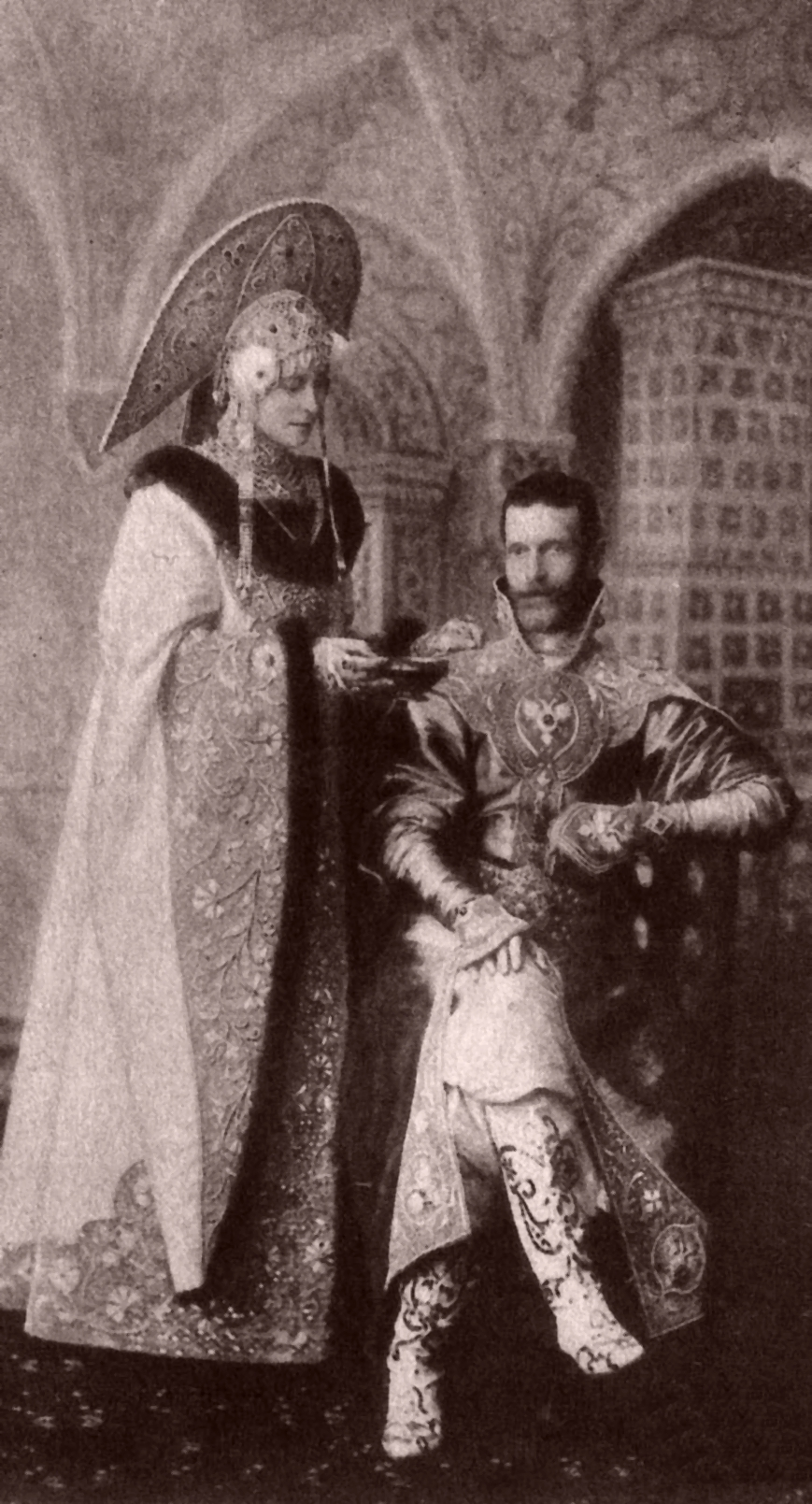
Velkokněžna Jelizaveta Fjodorovna a velkokníže Sergej Alexandrovič v roce 1903.

17. února 1905 byl Sergej zavražděn v Kremlu socialistou-revolucionářem Ivanem Kaljajevem. Tato událost byla pro Alžbětu strašlivým šokem, ale nikdy neztratila svou rozvahu. Jako by se naplnilo její proroctví, že „Bůh nás tvrdě potrestá“, které vyslovila poté, co velkokníže vyhnal 20 000 Židů z Moskvy, a to tak, že prostě obklíčil domy tisíců rodin vojáky a Židy bez jakéhokoli oznámení ze dne na den vyhnal z jejich domovů i z města. Její neteř Marie později vzpomínala, že tvář její tety byla „bledá a strnulá“ a nikdy nezapomene na její výraz nekonečného smutku. Po celý den manželova zavraždění Alžběta odmítala plakat. Marie však vzpomínala, jak její teta pomalu opouštěla své strnulé sebeovládání a nakonec se rozplakala. Mnozí z její rodiny a přátel se obávali, že se nervově zhroutí, ale ona se rychle vzpamatovala.

Podle Edvarda Radzinského:
Alžběta strávila všechny dny před pohřbem v neustálých modlitbách. Na manželův náhrobek napsala: „Otče, propusť je, nevědí, co činí. Slovům evangelia rozuměla srdcem i duší a v předvečer pohřbu se dožadovala, aby ji odvedli do vězení, kde byl Kaljajev držen. Přivedena do jeho cely se zeptala: „Proč jste zabil mého muže?“ „Zabil jsem Sergeje Alexandroviče, protože byl zbraní tyranie. Mstil jsem se za lid. Odpověděla: „Neposlouchej svou pýchu. Čiň pokání... a já budu prosit panovníka, aby ti daroval život. Budu ho o tebe prosit. Já sama jsem ti již odpustila. V předvečer revoluce už našla východisko; odpuštění! Odpustit skrze nemožnou bolest a krev - a tím to pak zastavit, na začátku, to krvavé kolo. Ubohá Ella svým příkladem apelovala na společnost a vyzývala lidi, aby žili v křesťanské víře. „Ne!“ odpověděl Kaljajev. "Já se nelituji. Za svůj čin musím zemřít a zemřu... Moje smrt bude pro mou věc užitečnější než smrt Sergeje Alexandroviče. Kaljajev byl odsouzen k smrti. "Váš rozsudek mě těší," řekl soudcům. "Doufám, že ho vykonáte stejně otevřeně a veřejně, jako jsem já vykonal rozsudek Socialistické revoluční strany. Naučte se dívat postupující revoluci přímo do tváře."
Kaljajev byl oběšen 23. května 1905.

## Řeholnice

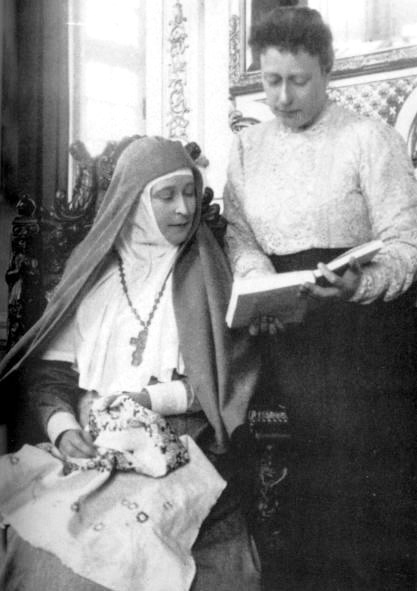
Velkokněžna Alžběta Fjodorovna se svou sestrou princeznou Viktorií z Battenbergu, c. 1912

Po Sergejově smrti nosila Alžběta smuteční oblečení a stala se vegetariánkou. V roce 1909 rozprodala svou velkolepou sbírku šperků a další luxusní majetek; neušetřila ani svůj snubní prsten. Za získané peníze otevřela klášter svaté Marty a Marie a stala se jeho abatyší. Na jeho pozemcích brzy otevřela nemocnici, kapli, lékárnu a sirotčinec.
Alžběta a její řeholní sestry neúnavně pracovaly mezi chudými a nemocnými v Moskvě. Často navštěvovala nejhorší moskevské chudinské čtvrti a dělala, co mohla, aby pomohla zmírnit utrpení chudých. Její instituce po mnoho let pomáhala chudým a sirotkům v Moskvě tím, že podporovala modlitbu a dobročinnost zbožných žen.
V roce 1915 byl pod Alžbětinou záštitou zorganizován Všeruský zemský svaz, který měl za úkol poskytovat podporu nemocným a zraněným vojákům během první světové války.
V roce 1916 se Alžběta v Carskojem Selu naposledy setkala se svou sestrou carevnou Alexandrou. Setkání se sice odehrálo v soukromí, ale vychovatelka carských dětí si údajně vzpomíná, že během rozhovoru Alžběta vyjádřila své obavy z vlivu, který má Grigorij Rasputin na Alexandru a carský dvůr, a prosila ji, aby brala vážně varování od ní a ostatních členů carské rodiny.
V roce 2010 jeden z historiků tvrdil, že Alžběta si mohla být vědoma toho, že má dojít k Rasputinově vraždě, a také, že věděla, kdo ji má spáchat, když napsala dopis a poslala ho carovi a dva telegramy velkoknížeti Dmitrijovi Pavlovičovi a své přítelkyni Zinaidě Jusupovové. Telegramy, které byly napsány 
v noci vraždy, prozrazují, že Alžběta věděla, kdo jsou vrazi, ještě předtím, než se tato informace dostala na veřejnost, a uvedla, že vraždu považovala za „vlastenecký čin."

## Smrt
Když se bolševici zmocnili vlády, odmítla opustit Rusko. Na jaře roku 1918 byla uvězněna a posléze odvezena z Moskvy do Permu. V květnu téhož roku ji spolu s dalšími členy rodiny Romanovových převezli do Jekatěrinburgu, kde je internovali v hostinci Атамановские номера (v současnosti v budově na křižovatce Leninovy a Vajnerovy ulice sídlí vedení Federální bezpečnostní služby a Hlavní správa vnitra Sverdlovské oblasti). Za dva měsíce nato byla skupina převezena do města Alapajevsk. Jelizaveta Fjodorovna neztrácela duchapřítomnost, v dopisech nabádala zbylé sestry zachovávat lásku k Bohu a bližním.
V Apalajevsku byli vězňové zavřeni v budově základní školy. Dodnes vedle její budovy roste jabloň, kterou měla podle ústního lidového podání zasadit velkokněžna.
V noci na 18. července roku 1918, den poté, co komunisté zavraždili bývalého cara Mikuláše II. a jeho rodinu, byla Jelizaveta Fjodorovna i její společníci (tři synové velkoknížete Konstantina Konstantinoviče Jan, Konstantin a Igor, velkokníže Sergej Michajlovič, jeho tajemník Fjodor Semjonovič Remez, kníže Vladimír Pavlovič Palei a jeptiška Varvara Jakovlevová, deportovaná společně s velkokněžnou) bolševiky zavražděni. Podle Vasilije Rjabova, očitého svědka události, vrahové vtrhli v noci do školy, kde věznění spali, a řekli jim, že budou převezeni na bezpečnější místo; zavázali jim oči a spoutali ruce. Všichni poslechli, pouze velkokníže Sergej Michajlovič odmítl s tím, že ví, že je povezou na popravu, nato byl střelen do paže a podvolil se. Vězňové dostali příkaz jít – se zavázanýma očima a spoutanýma rukama – po deskách až k ústí šachty dolu, Sergej opět jako jediný neuposlechl, vrhl se na ozbrojence a byl zastřelen. Všechny ostatní ozbrojenci uhodili do hlavy, živé svrhli do šachty a hodili za nimi dva granáty, aby destruovali šachtu a živé i mrtvé zasypali (zraněná Alžběta zemřela poměrně rychle, na rozdíl od těch, kteří granátům unikli). Když byla těla vytažena z šachty, bylo zjištěno, že některé oběti pád přežily a umíraly dlouze v důsledku zranění a hladu. Zranění knížete Ivana bylo ovázáno kusem Jelizavetina roucha. Rolníci z okolí vyprávěli, že několik dní se z šachty ozýval zpěv modliteb.

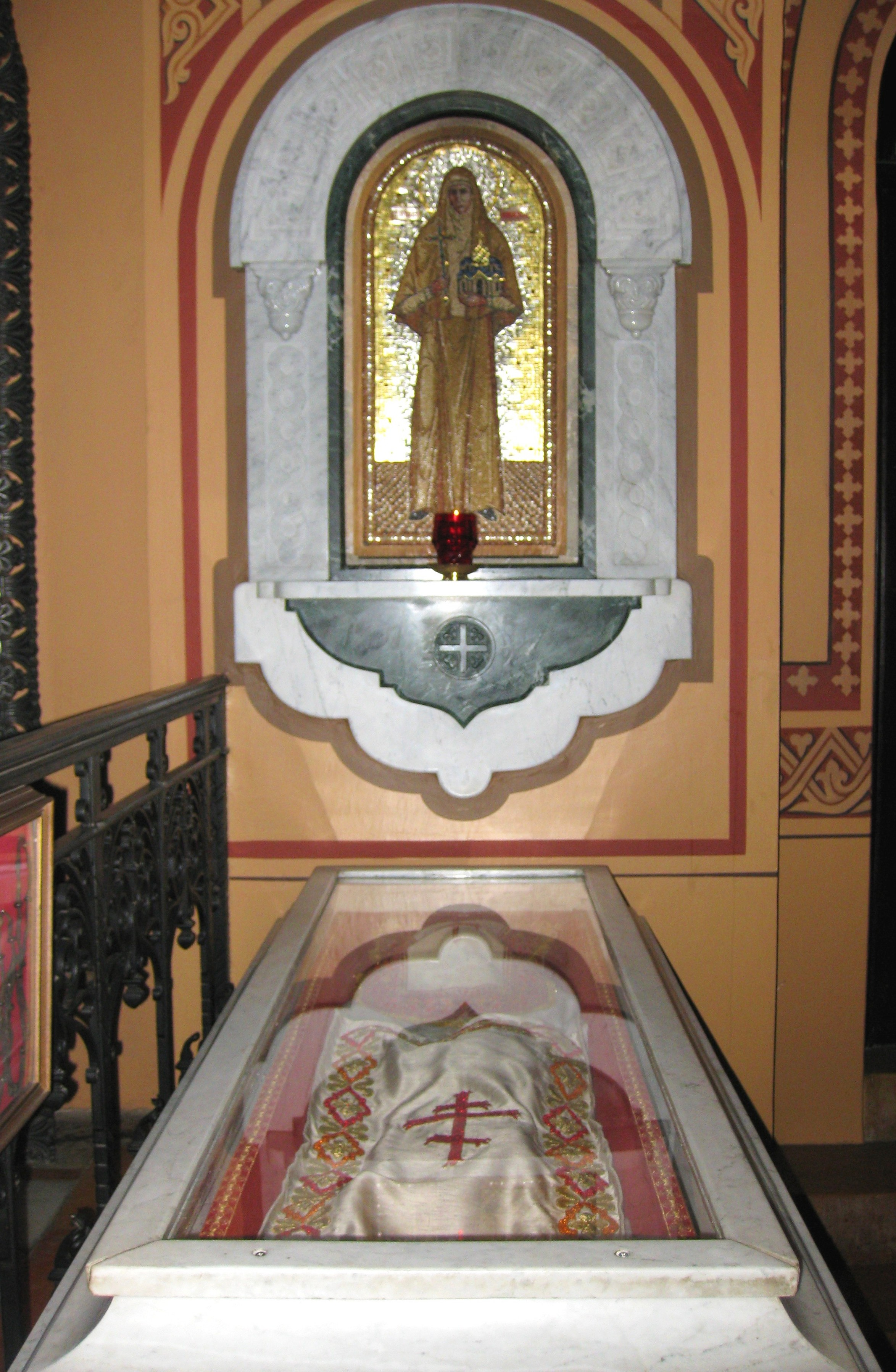
Hrobka a mozaiková ikona Alžběty Fjodorovny

Čtyři měsíce nato, 31. října 1918, obsadila Alapajevsk Bílá armáda. Ostatky zavražděných byly vyzvednuty z šachty a uloženy do hrobů, s příchodem Rudé armády byla těla převezena dále na východ, a to opakovaně, několikrát po sobě. V dubnu roku 1920 je v Pekingu našel arcibiskup Ruské duchovní misie Innokentij (Fugurovskij). Odtud byly dva hroby – velkokněžny Jelizavety Fjodorovny a sestry Varvary – převezeny do Šanghaje a dále parníkem do Port Saidu. V lednu roku 1921 byly pohřbeny v chrámu sv. Marie Magdaleny v Getsemanské zahradě na úpatí Olivetské hory v Jeruzalémě. Tak bylo naplněno přání velkokněžny být pohřbena ve Svaté zemi, které vyjádřila při pouti v roce 1888.
V roce 1992 byly velkokněžna Jelizaveta Fjodorovna a sestra Varvara Ruskou pravoslavnou církví zařazeny mezi svaté novomučedníky (strastotěrpěc) (dříve, v roce 1981, byly kanonizovány Ruskou pravoslavnou církví za hranicemi). V letech 2004–2005 byly jejich ostatky převezeny postupně do Ruska, SNS a Baltských republik, kde se jim poklonilo více než sedm milionů lidí; poté byly navráceny do Jeruzaléma.
Velkokněžně je zasvěceno několik pravoslavných klášterů v Bělorusku, v Rusku a na Ukrajině.
Dne 8. června roku 2009 ruská Generální prokuratura Jelizavetu Fjodorovnu posmrtně rehabilitovala.
Jako svatou a mučednici ji uznávají pravoslavní i někteří protestanti.

## Vývod z předků
|               |                                     |  |                                      |                                       |  |  |  |  |  |  |  | Ludvík I. Hesenský |
|               |                                     |  |                                      |                                       |  |  |  |  |  |  |  |                    |
|               | Ludvík II. Hesenský                 |  |                                      |                                       |  |  |  |  |  |  |  |                    |
|               |                                     |  |                                      |                                       |  |  |  |  |  |  |  |                    |
|               |                                     |  |                                      | Luisa Hesensko-Darmstadtská           |  |  |  |  |  |  |  |                    |
|               |                                     |  |                                      |                                       |  |  |  |  |  |  |  |                    |
|               | Karel Hesenský                      |  |                                      |                                       |  |  |  |  |  |  |  |                    |
|               |                                     |  |                                      |                                       |  |  |  |  |  |  |  |                    |
|               |                                     |  |                                      | Karel Ludvík Bádenský                 |  |  |  |  |  |  |  |                    |
|               |                                     |  |                                      |                                       |  |  |  |  |  |  |  |                    |
|               | Vilemína Luisa Bádenská             |  |                                      |                                       |  |  |  |  |  |  |  |                    |
|               |                                     |  |                                      |                                       |  |  |  |  |  |  |  |                    |
|               |                                     |  |                                      | Amálie Hesensko-Darmstadtská          |  |  |  |  |  |  |  |                    |
|               |                                     |  |                                      |                                       |  |  |  |  |  |  |  |                    |
|               | Ludvík IV. Hesenský                 |  |                                      |                                       |  |  |  |  |  |  |  |                    |
|               |                                     |  |                                      |                                       |  |  |  |  |  |  |  |                    |
|               |                                     |  |                                      | Fridrich Vilém II.                    |  |  |  |  |  |  |  |                    |
|               |                                     |  |                                      |                                       |  |  |  |  |  |  |  |                    |
|               | Vilém Pruský                        |  |                                      |                                       |  |  |  |  |  |  |  |                    |
|               |                                     |  |                                      |                                       |  |  |  |  |  |  |  |                    |
|               |                                     |  |                                      | Frederika Luisa Hesensko-Darmstadtská |  |  |  |  |  |  |  |                    |
|               |                                     |  |                                      |                                       |  |  |  |  |  |  |  |                    |
|               | Alžběta Pruská                      |  |                                      |                                       |  |  |  |  |  |  |  |                    |
|               |                                     |  |                                      |                                       |  |  |  |  |  |  |  |                    |
|               |                                     |  |                                      | Fridrich V. Hesensko-Homburský        |  |  |  |  |  |  |  |                    |
|               |                                     |  |                                      |                                       |  |  |  |  |  |  |  |                    |
|               | Marie Anna Hesensko-Homburská       |  |                                      |                                       |  |  |  |  |  |  |  |                    |
|               |                                     |  |                                      |                                       |  |  |  |  |  |  |  |                    |
|               |                                     |  |                                      | Karolína Hesensko-Darmstadtská        |  |  |  |  |  |  |  |                    |
|               |                                     |  |                                      |                                       |  |  |  |  |  |  |  |                    |
| Alžběta Ruská |                                     |  |                                      |                                       |  |  |  |  |  |  |  |                    |
|               |                                     |  |                                      |                                       |  |  |  |  |  |  |  |                    |
|               |                                     |  | František Sasko-Kobursko-Saalfeldský |                                       |  |  |  |  |  |  |  |                    |
|               |                                     |  |                                      |                                       |  |  |  |  |  |  |  |                    |
|               | Arnošt I. Sasko-Kobursko-Gothajský  |  |                                      |                                       |  |  |  |  |  |  |  |                    |
|               |                                     |  |                                      |                                       |  |  |  |  |  |  |  |                    |
|               |                                     |  |                                      | Augusta Reuss Ebersdorf               |  |  |  |  |  |  |  |                    |
|               |                                     |  |                                      |                                       |  |  |  |  |  |  |  |                    |
|               | Albert Sasko-Kobursko-Gothajský     |  |                                      |                                       |  |  |  |  |  |  |  |                    |
|               |                                     |  |                                      |                                       |  |  |  |  |  |  |  |                    |
|               |                                     |  |                                      | Augustus Sasko-Gothajsko-Altenburský  |  |  |  |  |  |  |  |                    |
|               |                                     |  |                                      |                                       |  |  |  |  |  |  |  |                    |
|               | Luisa Sasko-Gothajsko-Altenburská   |  |                                      |                                       |  |  |  |  |  |  |  |                    |
|               |                                     |  |                                      |                                       |  |  |  |  |  |  |  |                    |
|               |                                     |  |                                      | Luisa Šarlota Meklenbursko-Zvěřínská  |  |  |  |  |  |  |  |                    |
|               |                                     |  |                                      |                                       |  |  |  |  |  |  |  |                    |
|               | Alice Sasko-Koburská                |  |                                      |                                       |  |  |  |  |  |  |  |                    |
|               |                                     |  |                                      |                                       |  |  |  |  |  |  |  |                    |
|               |                                     |  |                                      | Jiří III.                             |  |  |  |  |  |  |  |                    |
|               |                                     |  |                                      |                                       |  |  |  |  |  |  |  |                    |
|               | Eduard August Hannoverský           |  |                                      |                                       |  |  |  |  |  |  |  |                    |
|               |                                     |  |                                      |                                       |  |  |  |  |  |  |  |                    |
|               |                                     |  |                                      | Šarlota Meklenbursko-Střelická        |  |  |  |  |  |  |  |                    |
|               |                                     |  |                                      |                                       |  |  |  |  |  |  |  |                    |
|               | královna Viktorie                   |  |                                      |                                       |  |  |  |  |  |  |  |                    |
|               |                                     |  |                                      |                                       |  |  |  |  |  |  |  |                    |
|               |                                     |  |                                      | František Sasko-Kobursko-Saalfeldský  |  |  |  |  |  |  |  |                    |
|               |                                     |  |                                      |                                       |  |  |  |  |  |  |  |                    |
|               | Viktorie Sasko-Kobursko-Saalfeldská |  |                                      |                                       |  |  |  |  |  |  |  |                    |
|               |                                     |  |                                      |                                       |  |  |  |  |  |  |  |                    |
|               |                                     |  |                                      | Augusta Reuss Ebersdorf               |  |  |  |  |  |  |  |                    |
|               |                                     |  |                                      |                                       |  |  |  |  |  |  |  |                    |